# 儒教
儒教，儒教體制源於夏商周的五教和祭礼，夏禮已不可考，周公據殷禮製立禮樂制度，至西周時逐漸瓦解，孔子基於王道復古的理想為復興禮樂而創立儒家，西漢時再次成為官方信仰，以古代神職「儒」稱謂儒教，常與佛教、道教並稱「儒釋道」三教。
儒教以天子为宗教领袖，以周公、孔子为先圣先师，以《易经》中的神道设教。儒教自汉代以来被奉为官学，其后各主要朝代或历史时期，都是官方指导思想。五经成为国家法典以及中华法系的法理基础，以春秋决狱。汉代末年，儒教广泛传播，“太尉公承夙绪，世笃儒教，以《欧阳尚书》、《京氏易》诲受四方。学者自远而至，盖逾三千。”清代儒家宗教化形成的孔教也属于儒教分支，到今日仍在港、澳、新、馬、台及海外華人社會具有重要宗教地位。

## 概論
儒教即中國傳統宗法性宗教，因易与「儒家教化」混淆也有部分學者取「敬天法祖」中二字称天祖教。
何光沪对于儒教的定义如下：“所谓儒教，非指儒学或儒家之整体，而是指殷周以来绵延三千年的中国原生宗教，即以天帝信仰为核心，包括‘上帝’观念、‘天命’体验、祭祀活动和相应制度，以儒生为社会中坚，以儒学中相关内容为理论表现的那么一种宗教体系。”

## 基本教义
“圣人以神道设教，而天下服矣。”
儒教的意思是藉助神祇進行教育教化，民眾比較容易接受和順服。
敬天，奉祖，孝亲，忠信，仁義，崇禮，性善，弘毅，见贤思齐。
- “三纲”：明明德、亲民、止于至善。（《大学》）
- “八目”：格物、致知、诚意、正心、修身、齐家、治国、平天下。
- “三达德”：智、仁、勇。
- “博学之，审问之，慎思之，明辨之，笃行之。”（《中庸》）
- “与天地合其德，与日月合其明。”
- “立身行道，扬名于後世，以显父母，孝之终也。 夫孝，始于事亲，中于事君，终于立身。” （《孝经》）
- “与天地合其德，与日月合其明，与四时合其序，与鬼神合其吉凶。先天而天弗违，后天而奉天时。”（《易传》）
- “吾日三省吾身；为人谋而不忠乎？与朋友交而不信乎？传不习乎？”（曾子）
- “持志养气”、“养浩然之气”（孟子）
- “知止而后有定，定而后能静，静而后能安，安而后能虑，虑而后能得。物有本末，事有终始，知所先后，则近道矣。”（《大学》）
- “三希修炼”：士希贤，贤希圣，圣希天。（周敦颐）
- “为天地立心，为生民立命，为往圣继绝学，为万世开太平。”（張載）

### 天命觀
孔子提出君子要「知天命」，「不知天命無以為君子」。知天命是儒家思想特點，也是中國傳統文化的特點。天命就是自覺有一種使命感，「知天命」，即領悟自己負有使命，必須設法去完成。這種使命的來源是天，所以稱為天命。
儒教最高的追求為天人合一，人以德合天，修身合乎道而不逾矩所以孔子設禮，為“德”的最高表現。

### 泛靈論
儒教信奉的最高神，是天。
天神稱祀，地祇稱祭，宗廟稱享。
天，地，君，親，師。表示敬天法祖、孝親順長、忠君愛國、尊師重教。

### 生死觀
儒教并不关注死后世界，虽然略有提及死后去处，但并没有具体记载死后世界的景象。
魂气归于天，形魄归于地，故祭，求诸阳阴之义。——《礼记·郊特牲》
天望而地藏，体魄则降，知气在上。——《礼记·礼运》
骨肉毙于下阴为野土，其气发扬于上为昭明，焄蒿凄怆，此百物之精也，神之着也。——《礼记·祭义》
孔子曰：众生必死，死必归土，此谓鬼；魂气归天，此谓神。——《孔子家語》
儒教经典中，提及的死后世界大致有两种，即天上的天界（所谓“昭明”世界）、地下的黄泉。也就是中国人口头常说的“在天之灵”，“泉下有知”。
太上有立德，其次有立功，其次有立言，虽久不废，此之谓不朽。——《左传 隐公元年》
法施于民，则祀之；以死勤事，则祀之；以劳定国，则祀之；能御大災，则祀之；能捍大患，则祀之。——《礼记 祭法》
天界
文王在上，于昭于天。……文王陟降，在帝左右。——《诗经 大雅 文王》
黄泉
（郑庄公）不及黄泉，无相见也。——《左传·隐公元年》
一般認為圣贤君子有明德，成為光明的靈魂（神），死而升天；小人言行思虑多物欲，與身體一同下降進入地下，死而下黄泉。
君子曰終，小人曰死。——《禮記·檀弓》
未能事人，焉能事鬼？——《論語·先進》
務民之義，敬鬼神而遠之。——《論語·雍也》
生，事之以禮；死，葬之以禮，祭之以禮。——《論語·為政》
但儒教並沒有像其他宗教一樣，建構一個具體的死後靈魂世界，在生死觀上表示生死一體，都應該實現生命中的種種價值。
朝聞道，夕死可矣。——《論語·里仁》

## 儒教的由来与发展

### 起源
“儒教”一词首先出现于《史记》，其《游侠列传》道：“鲁人皆以儒教，而朱家用侠闻”。
儒體系在開創之後，表示遵循尧舜之道，效法周文王、周武王之制。所以追朔後的起源會比孔子的時代還早。
最早追朔自尧舜禹的五教。尧舜即注重“敬敷五教”。「商契能和合五教，以保於百姓者也」「舜舉八愷，使主后土，以揆百事，莫不時序。舉八元，使布五教于四方，父義，母慈，兄友，弟恭，子孝，內平外成。」五教即五禮,全是家庭之禮。其中"五教" ,就是处理人际道德关系的五种基本规范,即孟子所解释的"父子有亲、君臣有义、夫妇有别、长幼有序、朋友有信。”尧舜禹的臣子皋陶兴"五教"、定"五礼"、创"五刑"、立"九德"、亲"九族"。《尚書·皋陶謨》曰:「天秩有禮,自我五禮有庸哉」。因此尧舜禹汤文武周公孔孟之教即是儒教。“尧、舜、禹、汤之执中，与孔子所本于尧舜之执中者，于何见之？见之于庸德、庸言而已。故中字属于理境，而庸字属于行为。讲儒家之学，必须注重伦理，始可见其自契敷五教以来，一脉相承之统系，否则儒家者流出于司徒之官之说，亦不能得其解。”這也是太史公說儒教“祖述堯舜，憲章文武”的原因。

### 前身
“儒”是春秋时从巫、史、祝、卜中分化出来的、熟悉夏商周詩書禮樂的術士。《说文》：儒，術士之称。何術？"儒"字：左"人"右上"雨"下"而"(鬚意)，「需求」一詞本意求雨耕農，上古原為祈雨術士之職司。《法言·君子》：通天地之人曰儒。周朝“重民五教，惟食、喪、祭。惇信明義，崇德報功。垂拱而天下治。”孔子曰：“殷因于夏礼，所损益可知也；周因于殷礼，所损益可知也。其或继周者，虽百世，可知也。”“周监于二代，郁郁乎文哉！吾从周。”周朝的禮儀、典章、制度取於夏朝、商朝，並且發揚光大，是儒者心中理想的制度。诗书礼乐是周朝的王官之学，又称古之四教，周朝贵族的教科书。《国语·楚语上》记载申叔时谈到教育王室公子时所开列的教材即包含了这六部古书。 “教之《春秋》，而为之耸善而抑恶焉，以戒劝其心；教之《世》，而为之昭明德而废幽昏焉，以休惧其动；教之《诗》，而为之导广显德，以耀明其志；教之处，使知上下之则；教之乐，以疏其会合而镇其浮；教之《令》，使访物官；教之《语》，使明其德，而知先王之务用明德于民也；教之《故志》，使知废兴而戒惧焉；教之《训典》，使知族类，行比义焉。”这里的《春秋》和《世》都是史书，《令》是关于时令节日天文历法，比如《礼记·月令》。《语》是指《国语》《家语》，比如传世的《孔子家语》。《故志》是指孔子收入《尚书》中的《仲虺之诰》《汤诰》《大诰》《康诰》《酒诰》《洛诰》之类。《训典》则是《尚书》中的《尧典》《舜典》《伊训》之类。孔子把周朝的王官之学带入民间，儒教就是基于诗书礼乐发展而来的礼教，并经过孔子的传承以及后来历朝圣贤对于五经的阐释不断完善。荀子说“故诗书礼乐之道归是矣。诗言是其志也，书言是其事也，礼言是其行也，乐言是其和也，春秋言是其微也”。儒教以孔子为至圣先师，以昊天上帝为至上神，上帝给人类指派了君和师，让他们来教化、治理上帝的子民。“天降下民，作之君，作之师，惟曰其助上帝，宠之四方。”

### 商周
根据何光沪的说法，儒教延续自商周国教，是延续了三千年的中国原生宗教。两个朝代都崇拜的至高无上神，称为上帝，即商朝的帝与周朝的天。上帝被认为是商代王室的始祖，他的别称是“上甲”。在商代神学中，自然神和祖先视为帝的一部分，四方風被代表祂的宇宙意志。周族推翻了商朝，天帝成为至高神。商将上帝认定为他们的祖先神，以通过神权主张他们的权力，而周朝则将这一主张转化为基于道德力量的合法性，即天命。在周朝的神学中，天没有单一的世系后代，而是恩赐有德统治者。周王宣称他们战胜商是因为他们爱民德行，而商是暴政，因此被天剥夺了权力。

### 漢代
汉朝孝武皇帝时定为中国官方统治思想，尊六经立学宫，重视吉礼、凶礼、宾礼、军礼、嘉礼的礼仪制度的建设，被称为经学，或者汉学，漢靈帝詔諸儒正定五經，刊於石碑，為古文、篆、隸三體書法以相參檢，樹之學門，使天下咸取則焉，正式把儒教定為國教。唐朝制定了《开元礼》成为后代礼仪制度的模范，其中对于如何祭天、祭祖，如何祭孔，都做了详细的、具有法典意义的规定。古代中国人把儒教叫做“圣教”。

### 宋代
南宋朱熹创建理学，尊四书、重视培养内心虔诚的“孔孟之道”。朱熹的儒教思想体系从天地万物说起，从格物致知入手，落实于人伦日用，道德修养，归结为求仁，成贤成圣。他制定的《白鹿洞书院学规》，同时也是他的施政方针。他用毕生精力注释的《四书集注》，成为宋代以后官方培养人才的标准教科书。理学以及心学又被称为宋学。

### 近代
晚清進士康有為的力推。康有為曾與弟子梁啓超合作推行短暫的戊戌變法。為了推動變法，康有為將儒學革新改造為孔教，一方面將儒學宗教化，孔子為教主，以凝聚民族精神，另一方面將儒學政治化，凸顯孔子的改革精神，以便推動其變法。康有為曾於《以孔教為國教配天地議》中說：「欲救人心，美風俗，惟有亟定國教而已；欲定國教，惟有尊孔而已。」
康有為在1898年於《孔子改制考》一書中為了其改革的政治意圖，把孔子描繪為一位社會改革家，並尊孔子為「萬世教主」，又把孔子塑造成托古改制的「素王」。他在《孔子改制考·序》中就說「天既哀大地生人之多艱，黑帝乃降精而救民患，為神明，為聖王，為萬民作傳，為大地教主」，由此可見康有為所推的孔教實蘊含著極大的宗教式偶像崇拜意味，有別於較為著重教化、教學的儒教和儒學。

### 近現代
直到1912年中华民国成立，废止读经，儒教失去了官方思想的地位。民国早年还曾有“打倒孔家店”的运动，到国民政府时期，又重新尊孔，把孔子祭祀列为国家祭祀。1949年国共内战后，中国大陆否定儒家思想，并曾有批林批孔运动，而在台湾则有相反的“中华文化复兴运动”。
儒教思想除了“先王之道”以外，人与人之间的伦理关系也很重要。记录孔子言行的论语当中就有很多关于伦理关系的主张，比方说“孝”、“仁”，生活方式上主张节俭、富贵不淫等等。在性别上，认为男女有别，阴阳互补，传统社会是“男尊女卑”。儒教不主张通过暴力革命来进行社会地位和身份的改变，并且把这看作社会动乱的根源，而主张通过学习文化知识、建功立业的方式，而政府也安排相应的“选贤与能”的制度。

### 現代
中国大陆在进入改革开放以后，儒教重新逐渐得到重视。儒教至今对很多中国人的思想依然有很重大的影响。儒教也是古代韩国和越南的官方正统思想，现在儒教对韩国、越南以及日本一些人的思想有不可忽视的影响。
在2005年中華人民共和国成立了“儒教研究中心”，國家宗教事務局局長參加了成立中心大會，在2016年，宗教藍皮書中國宗教報告，正式把儒教作为中国的传统宗教加以研究和介绍。但是，中國政府經常提及“五大宗教”（道教、佛教、基督教新教、天主教和伊斯蘭教），现存有宗教团体的只有这“五大宗教”而儒教没有。《宗教蓝皮书·中国宗教报告（2016）》中将儒教的当代复兴问题列于“五大宗教”之后。

## 儒教經典
儒教經典指的是孔子所“治《诗》《书》《礼》《乐》《易》《春秋》”六经。“自孔子在时，方脩明圣经以绌缪异。”“故书者、政事之纪也；诗者、中声之所止也；礼者、法之大兮，类之纲纪也。故学至乎礼而止矣。夫是之谓道德之极。礼之敬文也，乐之中和也，诗书之博也，春秋之微也，在天地之间者毕矣。”秦始皇"焚书坑儒"，据说经秦火一炬，《乐经》从此失传。诠释五经，完备礼制的经学是汉晋隋唐的主流。著名的经学家有郑玄、王肃、孔安国、赵岐、何休、王弼、韩康伯、范宁、何晏、郭璞、孔颖达、贾公彦、徐彦、邢昺、孙奭等。
- 五经
  - 《詩經》
  - 《尚書》
  - 《仪礼》
  - 《易經》
  - 《春秋》
  - 《樂經》

南宋时朱熹将《大学》、《论语》、《孟子》、《中庸》合为「四书」，“学问须以《大学》为先，次《论语》，次《孟子》，次《中庸》”，朱熹认为古礼不可考，倡导道统之说，自创《朱子家礼》。南宋以来的科举考试重心也转向四书，标志理学成为主流。著名的理学家有周敦颐、程颢、程颐、朱熹、陆九渊、张载、王阳明等。
- 四书
  - 《大学》
  - 《论语》
  - 《孟子》
  - 《中庸》

## 儒教礼仪
儒教礼仪包括吉礼、凶礼、宾礼、军礼、嘉礼。“以吉礼事邦国之鬼神示，以凶礼哀邦国之忧，以宾礼亲邦国，以军礼同邦国，以嘉礼亲万民”。吉礼是五礼之冠，主要是对天神、地祇、人鬼的祭祀典礼，以就是“皇天、上帝、社稷、寝庙、山林、名川之祀”。《礼记·祭统》说：“礼有五经，莫重于祭。”按照《周礼·春官·大宗伯》的说法，嘉礼包括饮食之礼，婚冠之礼，宾射之礼，飨燕之礼，脤膰之礼，贺庆之礼。华夏王朝秉承《尚书》华夷之辨之旨，《后汉书》、《晋书》、《宋书》、《南齐书》、《隋书》、《旧唐书》、《新唐书》、《宋史》、《明史》均有礼仪志或祭祀志，以示继承周礼。
| 周礼 | 分类                                                       | 礼名 |
| ---- | ---------------------------------------------------------- | --- |
| 吉礼 | 天神                                                       | 郊祀、大雩、朝日、夕月、祓禊                                                                             |
| 吉礼 | 地祇                                                       | 祀皇地祇、神州、社稷、五岳四渎四镇、海、祀社稷山川、五祀                                                 |
| 吉礼 | 人鬼                                                       | 享宗庙、祭孔                                                                                             |
| 嘉礼 | 饮食之礼，婚冠之礼，宾射之礼，飨燕之礼，脤膰之礼，贺庆之礼 | 冠礼、笄礼、聘礼、婚礼、节令（立春、立夏、大暑、立秋、立冬）、视朔、冬至朝贺、除夕、元旦、乡饮酒、乡射礼 |
| 宾礼 | 接见、宴请外宾                                             | 相见礼、燕礼、公食大夫禮、觐礼                                                                           |
| 军礼 | 射礼、大傩、讲武、告齐太公庙                               | 大射 |
| 凶礼 | 丧礼、葬礼、致奠、探病                                     | 既夕礼、虞礼                                                                                             |

### 吉礼
- 郊祀礼：天子祭天地，诸侯祭社稷，大夫祭五祀，为天下祈福。冬至祭天于圜丘称郊，夏至祭地于方丘称社，故称郊社，二者分别位于国都南郊和北郊，郊谓大祀，祀为群祀，故亦称为郊祀。王为群姓立社，曰大社。王自为立社，曰王社。诸侯为百姓立社，曰国社。诸侯自为立社，曰侯社。大夫以下成群立社，曰置社。

- 祀祖礼：祭祖祢與祭天地同爲最重要的祭祀，分爲廟祭與墓祭。
- 會盟禮：會盟時向神明祝告盟約。

- 封禅礼：封禅大多在泰山举行，封是祭天，禅是祭地，封禅是一种皇帝受命于天下的典礼。由於三皇之首，天皇伏羲，以木德而被尊為天下共主，木主東方，伏羲府邸泰山，亦被稱為青帝，所謂泰山北斗象征巔峰之意，即源於泰山象征著天下共主、三皇之首、青炎黃白玄、五帝之首青帝伏羲之意，歷代自認功垂千秋之帝王多以封禪祭祀天皇伏羲，向天皇伏羲表功，以更為堅定既壽永昌，受命於天之玉璽所載之愿。以强调帝王君权神授的天子身份。
- 奠基礼：起源远古时期猎头祭祀习俗，在破土动工前祭祀本土的生灵祈神保佑。

### 嘉礼
- 冊封禮：君王分职、授政、任功、册命封爵、封地建國，人臣辭讓、謝恩行跪拜禮。
- 禅讓礼：为朝代更迭名正言顺，前朝帝王主动设受禅台将天子的地位让出。
- 践阼礼：天子的就职典礼。
- 怀子礼：即“胎教礼”。母亲怀子后，目不视恶色，耳不听淫声，口不出敖言，身不行恶事，心不起恶念，能以胎教。
- 出生礼：
  - 诞生：孩子出生后，如果是男孩就给他玉璋并在门左悬挂木弓，如果是女孩就给她瓦器并在门右悬挂佩巾，即弄璋、弄瓦、悬弓、悬帨礼。
  - 三朝：孩子出生第三天再抱出来，如果是男孩，就行射礼。
  - 满月：滿月酒
  - 百日：孩子出生第三个月末，要选择吉日为孩子剃胎发。但不能把胎发全剪掉，男的留个“角”，女的留个“羁”，或者男的留左边，女的留右边。由母亲带领去拜见父亲与祖父，父亲为孩子取名
  - 周岁：占卜前途，即抓周。

- 进学礼：學生與老師初見面，先奉上禮物以表尊敬，即束脩禮。
- 成人礼：儒教文化圈内的成人禮為冠禮。

- 婚礼：婚礼是非常重要且神圣的礼仪，儒教也不例外，傳統婚禮由三書六禮開始，之後各地婚俗不斷變化且流程繁瑣。

### 凶礼
- 丧礼：儒教非常重视葬礼，《礼记》中丧礼的篇目有《丧服小记》、《丧大记》、《奔丧》、《问丧》、《丧服四制》、《服问》、《间传》、《三年问》、《檀弓上》、《檀弓下》、《杂记上》、《杂记下》等十余篇。儒教丧礼制度非常复杂，对于人的行为、态度、饮食、丧服、敛日及丧礼的等级、程序都有详细规定。对不同亲疏关系和社会等级又有不同规定。
- 荒礼：荒灾時期散利、薄征、缓刑、弛力、舍禁、去几、眚礼、杀哀、蕃乐、多昏、索鬼神、除盗贼

### 吉禮的甲骨文證據
吉禮可以追溯到殷商時代，根據《尚書》則能追溯到堯舜禹時代，是真正古老的華夏傳統。甲骨卜辭中已見“帝、鬼、巫、褅、雩、蒸、祝”等字。甲骨卜辭所記的商代人崇拜的東西，第一是上帝，其次是日、月、雨、雲、雪、四方、山、水等自然神祇。比如有「丁丑卜，嗔貞：其壬丁宗門告帝甲暨帝丁，受又」。從甲骨卜辭所見，商人求雨的巫術一是焚人祭天,一是用龍參加祭祀。前者焚的是“巫”（上天使者）與“旌”（不祥之人），目的是感動上帝哀憐亢旱而賜雨。甲骨卜辞中的求雨之祭均伴随舞蹈，在甲骨文中有“辛卯奏舞，雨。癸巳奏舞，雨。甲午奏舞雨。”甲骨卜辞记：“庚寅卜，辛卯隶舞雨；壬辰隶舞雨；庚寅卜，甲午隶舞雨”。甲骨卜辞中有大量“贞我舞，雨”，“兹舞，人从雨”之类的文字。在甲骨文中，“舞”写作“丧”或“铤”，像人舞若两袖形。
又有「貞：有鹿？亡其鹿？」在這些卜辭中，「其鹿」的用意是占問是否用鹿來獻祭上帝的意思。
“傩”在商代已有，在甲骨文中写作“宼”。商代甲骨文对四方神的祭祀分为三类，其中就有祓禳。
另如田狩，甲骨卜辭有“戊午卜敖貞『我狩砌禽』”，說明了武乙同帝辛時代舉行次故之多而已。武丁時一次打獵，就捉到了一頭老虎，四十頭鹿，一百六十四頭狐狸，一百五十九頭小鹿。

## 神职系统

### 神职人员
儒教是民族宗教和国家宗教，傳統上国家组织、家庭组织、教育機構、宗族组织即為教团组织，神職工作內容主要為祭祀、講學。
天子为国家主祭并由太常辅助，太常主管国家的祭祀礼仪与庙祠陵园，太常属官太乐、太祝、太宰、太史、太卜、太医等。
國子監由祭酒主祭，書院、私塾由山長及塾師主祭。
宗族、家族由家长、族长负责宗祠祭祀的主持。
国家为特定人物建立的专祠，位于都城的由太常寺官员负责祭祀，其他各省由当地官员负责。
祭祀典禮中的禮生，也擔任著祭祀的輔助工作。

### 祭祀场所
清代皇室祭祀在九壇八廟（除堂子为萨满教祭祀外），贵族阶级都有宗庙，民间家庭则在祠堂、堂屋祭祀。公共祭祀场所有武庙、文庙、书院、城隍庙、土地庙、海神媽祖庙、山神庙等百神庙，还有功臣贤人的专祠包括忠烈节义之士的忠烈祠。

### 神祇信仰
分為天神、地祇、人神。
大祀三十：正月上辛祈穀，孟夏雩祀，季秋大享明堂，冬至圜丘祭昊天上帝，正月上辛又祀感生帝，四立及土王日祀五方帝，春分朝日，秋分夕月，東西太一，臘日大蜡祭百神，夏至祭皇地祇，孟冬祭神州地祇，四孟、季冬薦享太廟、后廟，春秋二仲及臘日祭太社、太稷，二仲九宮貴神。
中祀九：仲春祭五龍，立春後丑日祀風師、亥日享先農，季春巳日享先蠶，立夏後申日祀雨師，春秋二仲上丁釋奠文宣王、上戊釋奠武成王
小祀九：仲春祀馬祖，仲夏享先牧，仲秋祭馬社，仲冬祭馬步，季夏土王日祀中霤，立秋後辰日祀靈星，秋分享壽星，立冬後亥日祠司中、司命、司人、司祿，孟冬祭司寒

#### 自然神祇
天或称昊天上帝或皇天上帝或天皇大帝、皇地祇、社、稷。
司中、司命、司人、司禄、司寒、风师、雨师、雷师、云师、帝社、先蚕、司令、泰厉、灵星、山林、川泽、马祖、先牧、马社、马步
七祀：
王七祀：司命、中霤、國門、國行、泰厲、戶、竈。
诸侯五祀：司命、中霤、國門、國行、公厲。
大夫三祀：族厲、門、行。
适士二祀：門，行。
庶士、庶人一祀：户或竈。
五方上帝：
中央黃帝含樞紐（配帝轩辕氏，从祀后土、镇星、中宿、日、北辰、北斗）
東方青帝靈威仰（配帝伏羲氏，从祀勾芒、歲星、東宿、雷公、風伯）
南方赤帝赤熛弩（配帝神农氏，从祀祝融、熒惑星、南宿）
西方白帝白招拒（配帝少昊氏，从祀蓐收、太白星、西宿）
北方黑帝汁光紀（配帝颛顼氏，从祀玄冥、辰星、北宿、月、雨師）
九宮貴神：
西北曰青龍、正北曰太一、東北曰太陰、
正西曰咸池、中央曰天符、正東曰軒轅、
西南曰攝提、正南曰天一、東南曰招搖。
嶽鎮海瀆:
| 朝代         | 唐     | 宋                              | 元             | 明               | 清   |
| 东岳泰山     | 天齐王 | 仁圣天齐王→天齐仁圣帝（皇淑明） | 天齐大生仁圣帝 | 東嶽泰山之神     |      |
| 南岳衡山     | 司天王 | 司天昭圣帝（皇景明）            | 司天大化昭圣帝 | 南嶽衡山之神     |      |
| 西岳華山     | 金天王 | 顺圣金天王→金天顺圣帝（皇肃明） | 金天大利顺圣帝 | 西嶽華山之神     |      |
| 北岳恒山     | 安天王 | 安天元圣帝（皇靖明）            | 安王大贞玄圣帝 | 北嶽恒山之神     |      |
| 中岳嵩山     | 中天王 | 崇圣中天王→中天崇圣帝（皇正明） | 中天大宁崇圣帝 | 中嶽嵩山之神     |      |
| 東鎮沂山     | 東安公 | 東安王                          | 元德东安王     | 東鎮沂山之神     |      |
| 南鎮會稽山   | 永興公 | 永濟王                          | 昭德顺应王     | 南鎮會稽山之神   |      |
| 西鎮吳山     | 成德公 | 成德王                          | 成德永靖王     | 西鎮吳山之神     |      |
| 北鎮醫無閭山 | 廣寧公 | 廣寧王                          | 贞德广寍王     | 北鎮醫無閭山之神 | 灵应 |
| 中鎮霍山     | 應聖公 | 應靈王                          | 崇德应灵王     | 中鎮霍山之神     |      |
| 东海         | 广德王 | 淵聖廣德王→助順廣德王           | 广德灵会王     | 東海之神         | 顯仁 |
| 西海         | 广顺王 | 通聖廣潤王                      | 广顺灵通王     | 西海之神         | 正恆 |
| 南海         | 广利王 | 洪聖廣利王                      | 广利灵孚王     | 南海之神         | 昭明 |
| 北海         | 广泽王 | 沖聖廣澤王                      | 广泽灵佑王     | 北海之神         | 崇禮 |
| 東瀆淮河     | 长源公 | 长源王                          | 长源博济王     | 東瀆大淮之神     | 通佑 |
| 南瀆长江     | 广源公 | 广源王                          | 广源顺济王     | 南瀆大江之神     | 涵和 |
| 西瀆黄河     | 灵源公 | 显圣灵源公→显圣灵源王           | 灵源弘济王     | 西瀆大河之神     | 润毓 |
| 北瀆濟水     | 清源公 | 清源王                          | 清源菩济王     | 北瀆大濟之神     | 永惠 |

五龙：
青龙神广仁王、赤龙神嘉泽王、黄龙神孚应王、白龙神义济王、黑龙神灵泽王（宋徽宗封）

#### 人格神祇
儒教传统的祖先信仰和君主崇拜相互影响，除了人人都供奉祖先外，天子拥有“封神”的权利，太庙内也不仅供奉七庙先帝还配享已故的功臣名将，历代帝王庙也供奉了188位中国历朝帝王和79位历代贤相名将。民间祠堂除了祭祀先祖和灶神也为历代圣贤建庙立祠。

##### 先医
三皇：伏羲、神农、黄帝
配享：句芒、风后、祝融、力牧
东廡：僦贷季、岐伯、伯高、少师、雷公、伊尹、淳于意、华陀、皇甫谧、巢元方、韦慈藏、钱乙、刘完素、李杲
西廡：鬼臾区、俞跗、少俞、桐君、马师皇、扁鹊、张机、王叔和、葛洪、孙思邈、王冰、朱肱、张元素、朱彦修

##### 宋代文宣王陪祀
配享：复圣颜子、宗圣曾子、述圣子思子、亚圣孟子
十哲：費公閔損、薛公冉雍、黎公端木賜、衞公仲由、魏公卜商、鄆公冉耕、齊公宰予、徐公冉求、吳公言偃、陳公顓孫師
東廡：金鄉侯澹臺滅明、任城侯原憲、汝陽侯南宮适、萊蕪侯曾點、須昌侯商瞿、平輿侯漆雕開、睢陽侯司馬耕、平陰侯有若、東阿侯巫馬施、陽穀侯顏幸、上蔡侯曹卹、枝江侯公孫龍、馮翊侯秦祖、雷澤侯顏高、上邽侯壤駟赤、成邑侯石作蜀、鉅平侯公夏首、膠東侯后處、濟陽侯奚容箴、富陽侯顏祖、滏陽侯句井疆、鄄城侯秦商、即墨侯公祖句茲、武城侯縣成、汧源侯燕伋、宛句侯顏之僕、建成侯樂欬、堂邑侯顏何、林慮侯狄黑、鄆城侯孔忠、徐城侯公西葴、臨濮侯施之常、華亭侯秦非、文登侯申棖、濟陰侯顏噲、泗水侯孔鯉、蘭陵伯荀況、睢陵伯穀梁赤、萊蕪伯高堂生、樂壽伯毛萇、彭城伯劉向、中矣伯鄭衆、緱氏伯杜子春、良鄉伯盧植、滎陽伯服虔、司空王肅、司徒杜預、昌黎伯韓愈、河南伯程顥、新安伯邵雍、溫國公司馬光、華陽伯張栻
西廡：單父侯宓不齊、高密侯公冶長、北海侯公皙哀、曲阜侯顏無繇、共城侯高柴、壽張侯公伯寮、益都侯樊須、鉅野侯公西赤、千乘侯梁鱣、臨沂侯冉孺、沐陽侯伯虔、諸城侯冉季、濮陽侯漆雕哆、高苑侯漆雕徒父、鄒平侯商澤、當陽侯任不齊、牟平侯公良孺、新息侯秦冉、梁父侯公肩定、聊城侯鄡單、祁鄉侯罕父黑、淄川侯申黨、厭次侯榮旂、南華侯左人郢、朐山侯鄭國、樂平侯原亢、胙城侯廉絜、博平侯叔仲會、高堂侯邽巽、臨朐侯公西輿如、內黃侯蘧瑗、長山侯林放、南頓侯陳亢、陽平侯琴張、博昌侯步叔乘、中都伯左丘明、臨淄伯公羊高、乘氏伯伏勝、考城伯戴聖、曲阜伯孔安國、成都伯揚雄、歧陽伯賈逵、扶風伯馬融、高密伯鄭玄、任城伯何休、偃師伯王弼、新野伯范寧、汝南伯周敦頤、伊陽伯程頤、郿伯張載、徽國公朱熹、開封伯呂祖謙

##### 宋代武成王陪祀
配享：张良
十哲：管仲、孫武、樂毅、諸葛亮、李勣、田穰苴、范蠡、韓信、李靖、郭子儀
東廡：白起、孫臏、廉頗、李牧、曹參、周勃、李廣、霍去病、鄧禹、馮異、吳漢、馬援、皇甫嵩、鄧艾、張飛、呂蒙、陸抗、杜預、陶侃、慕容恪、宇文憲、韋孝寬、楊素、賀若弼、李孝恭、蘇定方、王孝傑、王晙、李光弼
西廡：吳起、田單、趙奢、王翦、彭越、周亞夫、衞青、趙充國、寇恂、賈復、耿弇、段熲、張遼、關羽、周瑜、陸遜、羊祜、王濬、謝玄、王猛、王鎮惡、斛律光、王僧辯、于謹、吳明徹、韓擒虎、史萬歲、尉遲敬德、裴行儉、張仁亶、郭元振、李晟

## 儒教的标志
儒教沒有正式通行的标志，以下為較常出現的象徵物。
- 孔子像：最為普遍的標誌物，古代學堂都有孔子畫像，近代教育場所也常有孔子塑像。

- 木鐸：出自《論語》「天將以夫子為木鐸」，為古代宣布政教法令時，振鳴以引起眾人注意，召集群眾所用，比喻為宣揚上天教化的人。

- 鐘：代表禮樂教化。

- 漢字：除了直接使用「儒」字外，西方文化界曾用「水」、「囍」等漢字符號来作為儒教的標誌。用「水」的出處可能為孔子觀水或孔子為「黑帝水精子」的神話傳說，同時他們認為水是生命之源，也是中國哲學中五行之首。「囍」他們認為這個字代表孔子仁與禮思想，表示人與人之間和樂的相處之道。[43]

- 麒麟：古代傳說中的神獸，王道、仁政、聖人、祥瑞的象征，據說孔子出生及去世前曾出現。

- 其他：周子太極圖、八卦等。

## 儒教服饰

桃園文昌宮供俸的至聖先師。

桃園文昌宮「至聖先師孔子之 神位」。

孔子曰：“行夏之时，乗殷之辂，服周之冕”。因此历代华夏王朝的史书都有继承周礼的舆服制。儒教服饰体现了“象天法地”“绝地天通”的信仰，“周之王也，制礼上物，不过十二，以为天之大数也”，通过《周礼》中的天子六服和王后六服等级化而来。天子六服象征天，有三辰昭其明；王后六服象征地，而有五行相生。

## 儒教历法
儒教历法来自《礼记·月令》。冬至祀昊天上帝，夏至祀皇地祇，孟春祈谷祀昊天上帝，孟冬祀神州，孟夏雩祀昊天上帝，季秋大享明堂祀昊天上帝。除夕送寒气而有大傩之礼。

## 儒教是否宗教的各種觀點
- 宋朝觀點

中国宋代以来，常把儒道释三教并称。
- 唐朝觀點

唐朝《辨惑一》記載：“吳尚書令闞澤對吳主孫權曰：‘孔老二家，比方佛法，優劣遠矣。何以言之？孔老設教，法天以制，不敢違天。諸佛說教，諸天奉而行，不敢違佛。’”敘述了孔子與老子是順應天意而生法，佛家則以佛陀而制法于天。屬於宗派與教派之爭。
- 明朝觀點

明代末年，利玛窦来华试图通过“驱佛补儒”“合儒-补儒-超儒”“阳辟佛而阴贬儒”“贬佛毁道，援儒攻儒”，修改儒教教义（比如替换上帝概念）以使其基督教化，方便傳教，遂倡儒教非教说。这引起了明朝傳統派士大夫和佛教徒极度不满。崇祯年间《刻辟邪集序》中说：“有利马窦、艾儒略等，托言从大西来，借儒术为名，攻释教为妄，自称为天主教，亦称天学。”
- 清朝觀點

利玛窦一死，继任者立即认为儒教是宗教，引发礼仪之争，教宗克勉十一世发布教宗敕令《自那一天》绝对禁止中国天主教徒敬天祭孔祭祖。1742年，教宗本笃十四世在教宗敕令《自上主圣意》“禁止传教士对敬天祭孔祭祖问题进行再议，并坚决否定克勉十一世特使Charles Ambrose Mezzabarba的八条变通办法，要求坚决执行《自那一天》禁令。20世纪初，满清还颁布《学务纲要》：“外国学堂有宗教一门，中国之经书即是中国之宗教。学堂不读经，则是尧舜禹汤文武周公孔子之道，所谓三纲五常，尽行废绝，中国必不能立国。”
- 清末民初觀點

梁启超在《保教非所以尊孔论》中第一个提出了儒教非教说，否定了自己早先在《西学书目表》的儒教说，认为孔子所教“专在世界国家之事，伦理道德之原，无迷信，无礼拜，不禁怀疑，不仇外道”，孔子应与苏格拉底并称，而不能与释迦、耶稣并称，“夫不为宗教家，何损于孔子！”。蔡元培、陈独秀发展了梁氏的儒教非教说，否认孔教是教，但不否认汉武帝之后存在过儒教。陈独秀正告康有为：“吾国非宗教国，吾国人非印度、犹太人，宗教信仰心，由来薄弱”奠定了“中国古代无宗教说”的基础。他们作为中国新文化运动的奠基人，获得了五四时期学者的全体支持。1982年崔大华发表于《哲学研究》第六期的《“儒教”辨》以及锦全发表《中国社会科学》1983年第3期的《是吸收宗教的哲理，还是儒学的宗教化？》认为儒学的核心是道德、伦理，因为儒学没有人格神，没有彼岸世界，没有把孔子当作神。儒教不像道教那样可以成仙升天或者像佛教那样讲究来世，也没有西方基督教和伊斯蘭教那样的天国。但這是各大宗教的不同特點，並非宗教的構成要素。而猶太教、瑣羅亞斯德教和神道教也是沒有天國的概念，舊約里甚至沒有“天國”一詞。早期中国原始宗教具有上帝、四岳、祖先等诸神崇拜，儒教承认存在神、鬼，但不关心其世界的事，而将注意力完全放在现实世界，儒家左丘明的左传说“神无福也”，按照儒家历史观，神不是决定战争胜败、国家发展或者衰败等等一系列人间世事的主宰，儒家认为“先王之道”（即周文王、周武王所实施的政策和治国理念）才是保证社会稳定和国家昌盛的根本因素。然而根据出土金文化考古材料，周文王、武王所实行的政策以及当时社会的意识形态和儒家所提倡的“先王之道”有很大的区别，实际上儒家的“先王之道”更像是一种基于西周早中期社会的理想模式。汉武帝以后儒教和其他一些思想流派结合，出现了祭天地、拜孔子、敬祖先等个别中国原始宗教的仪式，不过中国原始宗教的很多内容已经失传（有一些内容保存在道教科仪之中），今天人们只能通过甲骨文、西周金文等出土文献去了解夏、商、周三代的中国原始宗教。儒教虽然和亚伯拉罕诸教有很大的区别，但毫无疑问儒教是东亚古代最重要的意识形态之一。
- 民國至近代觀點

中華民國總統蔣介石於民國47（1958）年5月25日答美記者羅賓遜電視訪問時，面对記者提问：「基督教義與儒家的倫理學說不是有衝突之處嗎？」明确否定儒家是宗教，僅承認其为哲学思想。这是近代首次的官方表述。中華民國教育部國家教育研究院《重編國語辭典修訂本》承此觀點，解釋「儒教」一詞時不称「宗教」，而只講「儒家」。
1978年底，在中国无神论学会成立大会上，任继愈提出儒教是宗教的论点。1980年起，任继愈发表了一系列文章，正式提出“儒教是宗教”的主张。儒教是教说的第一篇文献是1980年《中国社会科学》第一期发表的《论儒教的形成》，此后就是《儒家与儒教》等论文。儒教是教说的依据是儒家经典神圣化建立了儒教神学体系。神学化的儒家，把政治、哲学和伦理三者融为一体，形成庞大的儒教体系，在意识形态中一直占据着正统地位。儒教的来源，一是殷周时期的天命神学和祖宗崇拜的宗教思想，一是孔子创立的儒家学说。宋代创立的理学标志着儒教的成熟。儒教崇奉的对象是“天地君亲师”，有神灵系统和祭天、祀孔的仪式，儒教的经典是六经，中央的国学和地方的府、州、县学就是儒教的宗教组织，学官就是儒教专职的神职人员；儒教不讲出世，不主张有一个来世天国，而把成贤成圣作为宗教的最高追求；其教义就是宗法制度和宗法思想的神化和宗教化。朱熹对神灵非常虔诚，每遇大事，要向孔子报告；天旱少雨，向山川等神灵祈祷。朱熹的宗教感情，是儒者宗教感情的典型体现和集中代表。人神关系在儒教中的表现，就是天人关系。在儒教中，天是人命运的主宰，人必须顺从天的意志。董仲舒说天有意志，有喜怒，可以赏善罚恶。朱熹在董仲舒的基础上，把天理性化，也把天人性化。认为天又道德的属性——至善，从而使天人一理，天人贯通；对上帝意志的顺从，就表现于对天理的遵守。
何光沪指出儒教的天是佑民、讨罪的天，是有意志有人格的至上神。儒教的政教合一在性质上基本上是和基督教、伊斯兰教一致的。赖永海指出天即上帝是儒家的至上神，天的意志是儒家一切政治、伦理原则根本出发点。以昊天上帝为至上神的神灵系统是儒教的信仰系统。上帝最初乃是上古的祖宗神。宋代儒者把天、理、帝（上帝）等说成同实异名的概念，只是改变了上帝观念，并没有改变上帝是世界主宰的实质。孔子及优秀的儒者，死后都被祀为国家的公神。君主和儒者是尊奉天命治理和教化民众的君和师。宋代开始，儒者们用哲学的理气关系、心性之论，论证仁义礼智之教，忠信孝悌之德，都是天赋予每个人的本性，因此遵守这些原则，乃是自己的本分。儒学本质上就是释经之学。
另一方面，一些學者認為，不僅儒，而且儒家思想本身也是以人為中心的無神論宗教。中國人重視葬禮，重視家族的延續，重視孝道，重視落葉歸根，對祖先的尊敬可以說是一種習慣。當代中國人部分會把宗教等同于迷信，在言行上拒絕接受宗教，因而往往也不認為儒為宗教。
黃進興認為近代儒教是否為宗教之爭，皆執「基督教」作為宗教的基型，以此裁度儒教，然而這種觀念與傳統宗教觀差異甚大，與東漢以來儒、釋、道三教鼎立，可以成為獨立的宗教個體不同。明代以來「三教合一」，因與釋、道二教結成有機體，遂蛻變成民間宗教。1910年刊行的「臺灣舊慣調查會」報告書把儒教定位為宗教，記道：「儒教是孔子及孟子所祖述的古代聖王教義，內容包括宗教、道德及政治，三者渾然融合成為一大教系。」
《臺灣私法》引《臺灣府誌》，列舉玉皇上帝、東岳大帝、北極大帝、天后、五谷先帝、保生大帝、三山國王、水仙尊王、開漳聖王、廣澤尊王、註生娘娘及臨水夫人、五顯大帝、元帥爺、王爺、大眾爺、義民、城隍爺、福德正神、灶君、文昌帝君及魁星諸神皆屬儒教，後來增田福太郎認為臺灣人的宗教是「道、儒、佛三教互相混合而成的一大民間宗教」，就忠實反映傳統的宗教觀念。片岡巖的《臺灣風俗誌》也是承襲這種宗教觀，擴大了日治時期儒教宗教的範疇。日治時期儒教並不局限於民間信仰，1941年《大眾人事錄》〈黃純青〉詞條：黃純青的宗教是「儒教」，1958年的魏清德〈身世報告書〉，自述宗教信仰是「儒教」。黃純青、魏清德都由日治時期橫跨到戰後，宗教信仰都定位為儒教， 1918年八芝蘭公學校（今士林國小）所編的《鄉土誌》，儒教即列為「宗教」之首。
傳統社會儒教往往置於參照座標的原點，其他各教無不悉心揣度與儒教的對應與聯繫，在「宗教」（religion）的概念入主後，陳熙遠認為：儒教竟謫配到「宗教」的邊緣，不僅「儒教」在「宗教」的論域裡逐漸邊緣化，……而且由於避諱傳統「教」字的稱謂有誤導為「宗教」的可能，在現代語彙中，「儒教」更幾乎為「儒學」、「儒家」、「儒道」所取代。

## 台灣的儒教與宗教
「儒教」一詞不必然是指「宗教」，有時只是指「教化規範」，而其「祭祀行為」亦有宗教性格。日治時期台灣山本曾太郎就指出：儒教是否為宗教？目前學者的研究尚無一致的看法；要斷定儒教是否為宗教是不容易輕下結論的。，山本曾太郎認為儒教是一種「純然的宗教」。
“儒教”是否為宗教的問題之所以為很多人士爭論根源在於“宗教”的定義。一些人支持來自于歐美的以基督教為樣板的“宗教”的定義，由此意義上來説，儒教不是宗教。一些人只是把“宗教”一词當作中國固有的“教化”來理解，由此説來，毫無疑問，儒教也是一種宗教。
不論「儒教是不是宗教」，但《台灣民報》的作者群常拿「儒教」與各宗教作比較，如吳三連說「孔子曰、大同、老子曰、無為而治、佛曰、極樂世界」，是宋代以来的儒、釋、道並論的「三教觀」。
台灣社會雖然是各種宗教薈集之所在，然而還是以閩粵族群的儒教、道教、佛教，及揉和三教的民間信仰等這些傳統宗教最為凸顯。信徒遍及臺灣主流人群的媽祖廟有被歸入儒教，但實則是以儒家思想為基礎並融入了道教乃至佛教色彩的民間信仰。台灣日治時期的宗教分類曾將「人格神」的信仰畫入儒教，因此媽祖信仰亦屬儒教，儒教成為台灣最大的宗教，戰後則將「人格神」信仰歸類為道教或台灣民間信仰，有時亦不承認儒教為宗教，现时有組織的儒教如中國儒教會、中華聖教總會等則承認為宗教團體。儒教中，在一定时期内被公认最有高尚品格的人称作“儒宗”，如曾子、朱熹、二程、王陽明等。
- 鸞堂信仰[70]

## 儒教與神道教的關係
日本神道教吸收了儒教的信仰和禮儀。祈年祭、鎮花祭、神衣祭、三枝祭、大忌祭・風神祭、月次祭、鎮火祭、道饗祭、鎮魂祭、神嘗祭、相嘗祭、新嘗祭、践祚大嘗祭、追傩、奉幣均來自周禮的規定。每年4月的神衣祭，在《禮記·月令》中也有“是月也，天子乃荐鞠衣于先帝”的记载。
| 儒教吉禮 | 出典 | 神道教祭祀 | 出典                                                                                                 |
| -------- | --- | ---------- | --- |
| 郊祀     | 以共皇天、上帝、社稷之饗。 | 祈年祭     | 二月祈年六月十二月々次。十一月新嘗祭等者。国家之大事也。欲令二歳災不起。時令順一レ度。預二此祭一神。 |
| 時享薦   | 先薦寢廟而後食。四月以彘嘗麥，麥之新，氣尤盛，以彘食之，散其熱。七月登穀，黍稷之屬，於是月始熟，而先薦。八月嘗麻，九月嘗稻，皆初熟而薦之。十二月嘗魚。 | 月次祭     | 二月祈年六月十二月々次。十一月新嘗祭等者。国家之大事也。                                             |
| 先薦寢廟 | 示例 | 相嘗祭     | 謂嘗二新穀一以祭二神祇一也。朝諸神之相嘗祭。                                                         |
| 大嘗禘   | 內祭則大嘗禘是也，外祭則郊社是也 | 践祚大嘗祭 | 神祇令仲冬下卯大嘗祭是也。                                                                           |
| 臘百神   | 臘者，歲終大祭，縱飲。非迎氣，故但送而不迎。 | 鎮魂祭     | 大嘗鎮魂。既入二神祇祭祀之例一。然所以別顕一者。                                                     |
| 先蠶     | 荐鞠衣于先帝 | 神衣祭     | 又麻績連等。績麻以織二敷和衣一。以供二神明一。故曰神衣                                               |
| 大儺     | 示例 | 追儺       | 示例                                                                                                 |
| 儺       | 儺，磔牲于宮門及城四門，以禳陰氣。 | 道饗祭     | 卜部等於二京城四隅道上一而祭之。言欲令四鬼魅自外来者不三敢入二京師一。故預迎二於路一而饗遏也         |
| 端午     | 示例 | 鎮花祭     | 示例                                                                                                 |
| 寒食     | 示例 | 鎮火祭     | 示例                                                                                                 |

宋明理學傳入日本后，藤原惺窝以及德川家康的老師林罗山认为神道即尧舜之道，阳明学者熊泽春山主张“以神明之本体为良如”，把“良知”与神道相柔和。山崎暗斋之后，又有荷田春漫、荷茂真渊提倡复古神道，主张以孝道为先，孝父母、敬神和忠于天皇，这显然也是受到了儒教的影响。這些主張「神儒調和」的學者試圖「援儒攻佛」以復興受佛教衝擊的神道教，基本上採取的是工具主義的態度，並未接受其內核（湯武革命的思想尤其被視為危險），對孟子亦加以貶抑而獨尊孔子，預示日本學者後來拋棄儒學擁抱西學的行為；更為激進的國學派思想家則將儒家思想亦視作外來，主張研究《古事記》《萬葉集》《源氏物語》等古書，要求復興未受佛儒污染的純淨的神道思想。

## 关于孔教（儒家宗教化）
中華之古教曰儒教，與古道教並存，東漢時立宗教之道教；儒教至清代分枝為孔教，孔教分了三家：孔聖會（1909年）、孔聖堂（1912年） 、孔教學院（1930年）。
近代以来，中国的科技文明和軍事實力逐渐落后于西方国家。中国人为求存图强，发生了戊戌变法、辛亥革命等运动，同时也对儒教产生强烈怀疑，发起了批判。1912年民国成立之后，对是否再将儒教定为国家思想产生了分歧。民国初年以来康有为的孔教运动倡导儒教和国家官僚组织分离，按基督教模式允许人人祭天，允许人人祭孔，因為“自共和以来，教化衰息，纪纲扫荡，道挨凌夷，法守集坏，礼俗变易，盖自羲轩尧舜禹汤文武周孔之道化，一旦而尽，人心风俗之害，五千年未有斯极。”革命人士主张不再尊儒，而康有为、陈焕章等人成立孔教会，呼吁将孔教定为“国教”，并得到大总统袁世凯的支持。后因袁世凯称帝失败，请定国教运动也沉寂下来。但是康陈继续在民间传播孔教，并且还创造了一些宗教化礼仪。与此同时，以学衡派为首的一批认为传统儒家思想通过更新能够适应现代文明的学者，则力图用现代观点重新解读儒家经典，创造“新儒家”。新儒家与康有为和陈焕章的孔教是不同的。

### 新加坡南洋孔教會
新加坡南洋孔教會創立於1914年，致力於弘揚儒家思想與中華文化，推動教育與道德教化。

### 印度尼西亚孔教会
印度尼西亚孔教会发展开始于1900年，当年成立“中华会馆”，潘景赫和陈金山分别担任会馆主席和秘书；中华会馆领袖李金福著《华人宗教》一文，肯定宗教是文化的一个组成部分，孔子学说是华人宗教的精髓。1923年，各地孔教会代表在中爪哇梭罗市举办了第一次全国代表大会，大家一致同意成立孔教总会，设在万隆，后来在1924年正式成立，推选张震益和胡英恭为总会主席和秘书。日本侵占印尼，认为孔教总会反对日本而下令冻结其一切活动。1955年，重新成立了全国性的孔教总会（MATAKIN）。1966年苏哈托军事政变上台后，华文教育被禁止，孔教会转入地下和家庭活动。1972年统计，印尼有300万孔教信徒，占印尼华人的大半。1999年瓦希德当上总统后，孔教会才重新合法。2006年，印尼孔教会重新公开活动，印尼身份证上允许将孔教登记为自己的宗教信仰。2006年，苏西洛总统出席春节活动承诺，在进入改革时代后，要根据宪法精神，解决印尼华人身份地位问题，让华族与所有民族享有同等的权利，让孔教同其他宗教享有同等的地位。
目前，印尼孔教总会在印尼各地设有200个左右的分会——孔教会（MAKIN）。孔教会组织教徒定期以礼堂为主从事宗教祈祷、唱圣歌和学习经书等活动，还开展的活动有华夏传统节日、圣诞日（即孔诞日或孔圣诞日）的祭孔仪式，家庭互助、小孩教育、新人结婚公证和举办婚礼，老人故去的丧礼举办，慈善、赈灾等活动。孔教会出版各种儒家经典以及《孔子圣迹故事》、《孔教圣歌》、《礼仪手册》、《中国文化》等书籍，并制作圣歌碟片、龙和麒麟图案等各种用具和纪念品。由于曾经几十年禁止华文，因此目前出版的书籍几乎全是印尼文，孔教徒希望子女能学会华文，读原版的经书和资料。印尼的孔教徒把曲阜看作“圣地”，希望一辈子至少要去一次。